# Ореховский, Станислав
Станислав Ореховский или Ожеховский (лат. Stanislaus Orichovius, или Orzehovius, пол. Stanisław Orzechowski, укр. Станіслав Оріховський; 11 ноября 1513—1566, Журавица под Перемышлем) — публицист, историк и проповедник Королевства Польского, перемышльский каноник, сочувствовавший православию и положению русин в Польше, критик папства.

## Биография
Ореховский родился 11 ноября 1513 года в Перемышльском воеводстве, по иной версии — в Жировичах, где получил по наследству «дедичное» имение. Отец его был земским писарем, мать Ядвига, урождённая Баранецкая, была дочерью православного священника. По словам Ореховского, предки его по отцу были русинами и православными, и только в позднее перешли в католичество, себя же он всегда считал русином и называл себя «gente Ruthenus, natione Polonus», то есть «по роду — русин, по нации — поляк». Во всех своих сочинениях он указывает на своё русинское происхождение, и почти все они имеют в заглавии «Stanislai Orichovii, Rutheni», либо «Roxolani»
Одаренный прекрасной памятью, замечательным остроумием и живым воображением, Ореховский учился сначала в Перемышле, затем, на 14-м году жизни, был отправлен в Вену, откуда перебрался в 1529-м году в колыбель протестантизма — Виттенберг. Здесь он учился в течение трех лет, познакомился за это время с Мартином Лютером и Меланхтоном, был свидетелем частых богословских споров, которые пришлись ему весьма по душе и затевать которые он очень любил впоследствии; здесь же, в обществе первейших вождей протестантизма, зародилось и развилось в нём отрицательное отношение к латинству и стремление к самой широкой духовной свободе. В 1532 году Ореховский переехал для продолжения образования в Италию, где изучал философию и главным образом красноречие под руководством знаменитых учителей этого искусства в Болонье, Падуе и Венеции. Постоянное участие в ученых диспутах скоро сделало талантливого Ореховского непобедимым в споре диалектиком. В 1541 году Ореховский направился в Рим, где столкнулся с тонкостями жизни римской курии.
В своем письме польскому королю Сигизмунду Августу превозносил демократию и осуждал раболепие и тиранию.
В 1543 году Ореховский, по требованию отца, оставил Рим и после семнадцатилетнего пребывания за границей, вернулся на родину, где отец Ореховского уже выхлопотал сыну Перемышльскую канонию; но тот, сочувствуя более православию, сначала от канонии отказался, и только после усиленных настояний со стороны отца стал в ряды католических священников. Впрочем, влияние идей, почерпнутых Ореховским в Германских университетах, впечатления, произведенные на него отрицательными сторонами римской курии, и в то же время наблюдения над частной жизнью православных священников обусловили то, что Ореховский скоро начал открыто проповедовать в пользу православия. Несмотря на угрозы, он продолжал заступаться за русинскую народность, угнетаемую и презираемую польским духовенством. В 1544 году Ореховский напечатал и распространил свои мысли о православии в книге о крещении русинов (Baptismus Ruthenorum), в котором доказывал, что в сущности нет большого различия в религиозных верованиях католиков и православных, даже относительно учения об исхождении св. Духа. Мысли Ореховского о русской вере были такой приятной новостью в польской литературе, что некоторые православные полемисты XVI века воспользовались ими, чтобы опровергнуть соблазнительное учение известного польского иезуита Петра Скарги о соединении церквей под одним управлением римского Папы. Ореховский писал, что его совесть не позволяет ему соглашаться с теми несправедливыми предубеждениями против Руси, последствием которых явилось то, что два народа, живя в одном государстве, взаимно презирают друг друга. Главными виновниками разъединения церквей Ореховский считал Пап. Такие мнения Ореховского не могли не озлобить католического духовенства, и на епархиальном перемышльском совете 1545 г., признавшем русинов отщепенцами, Ореховскому приказано было прекратить свои проповеди впредь до первого провинциального собора, на котором он обязан был дать объяснение по делу о своей вере и идеях.
Но прежде чем состоялся этот собор, Ореховский выпустил новое сочинение, написанное против безбрачия католического духовенства (De lege coelibatus contra Syricium in concilio habita oratio); смелый тон этого сочинения автор объяснял тем, что он — «сармат да ещё и русин». 17 июня 1547 года Ореховского обвинили в пренебрежительном и высокомерном отношении к начальству, писании произведений, не соответствующих его духовному званию, главным же образом в поддержке и исповедании русинских заблуждений, издании произведения о ненужности целибата и пр. На эти обвинения Ореховский ответил, что сохраняет во всей чистоте католическую религию, заблуждений Руси не отстаивал, обещает поправиться и подтвердил все это клятвой на бумаге. Тем не менее, епископ наложил на него епитимью, запретил ему говорить проповеди и обрек на сожжение его сочинение de coelibatu. Ореховский смиренно перенес это наказание; вскоре, впрочем, ему разрешили вновь проповедовать в соборе и даже возвели в звание официала.
В 1549 году, увлеченный примером одного краковского священника, Ореховский решил, что он может жениться, опираясь на светскую силу, на своё право шляхтича, по которому он не может быть наказан без суда на сейме. Действительно, в следующем 1550 году Ореховский явился на висмицкий сеймик и пред целым собранием шляхты заявил, что церковные постановления Рима в основании своем ложны, учение же о безбрачии духовенства — дьявольское учение. Местный епископ потребовал Ореховского к суду, но последний отправил официальный вызов обратно и перенес дело о женитьбе на петроковский сейм. Поддержанный шляхетством, Ореховский в сенате, в присутствии короля и высшего духовенства, произнес речь о нравственных преимуществах православных женатых священников над безбрачными ксендзами и вскоре женился. Епископ призвал Ореховского вновь на суд, и 8 апреля 1551 г. состоялся приговор, по которому брачный союз Ореховского признавался незаконным, сам же он предавался анафеме с лишением чести, всего движимого и недвижимого имущества и изгнанием из епархии.
Ореховский послал протест против епископского постановления на провинциальный собор в Петрокове, но собор на этот раз утвердил приговор епископа. В то же время написал Ореховский и своё послание к Папе Юлию III, облетевшее во множестве экземпляров всю тогдашнюю Западную Европу и обнаружившее неукротимый нрав автора; весь тон этого письма свидетельствовал о симпатиях Ореховского к православию и ненависти к папизму. Но уже в 1552 г., во время Петроковского сейма, Ореховский прочел на чрезвычайном собрании епископов своё исповедание веры, которое было признано согласным с догматами католической религии. Было решено единогласно снять с него анафему, и 17 февраля 1552 г. он получил отпущение грехов и разрешение священства. Относительно его женитьбы было постановлено, чтобы в течение года он добился утверждения её Папой.
Ореховский обратился в Рим, где, впрочем, дело было решено не в его пользу: он был предан новой анафеме. Отлучение раздражило Ореховского, и он задумал окончательно расстаться с католичеством. В порыве негодования Ореховский пишет свой «Разрыв с Римом» (Repudium Romae). Но ряд последовавших вскоре обстоятельств, тяжело отозвавшихся на Ореховском, охладили его пыл. Он стал заискивать у Рима, выставлять себя чрезвычайно довольным смертью жены, вернувшей его в прежнее состояние безбрачия, винил себя за прекращение церковных служб; силы духовные и физические, видимо, изменили Ореховскому: «Минула потребность борьбы», писал он: «седой волос посеребрил голову, проходит пятидесятый год жизни, пора собираться в путь вечности, время подумать о душе и грехах».
Он поселился в своем имении Перемышльского округа, где и провел последние дни жизни в уединении, мучимый припадками меланхолии. Его неукротимый дух не мирился с жалким положением всеми забытого чуть ли не презираемого человека.
В дальнейшем он готовился ещё напомнить о себе, хотел вступить в полемику с Римом, но эти попытки прекратила неожиданная смерть. Ореховский скончался, вероятно, в конце 1566 г. и не позже февраля 1567 года.
Для своего времени Ореховский, бесспорно, личность замечательная. Его рыцарская отвага в полемике и замечательный ораторский талант привлекали к нему немало почитателей и сторонников. Преследования и неудачи не всегда угнетали его. Впрочем, отсутствие стойкости характера нередко заставляло его отступаться от своих принципов и заводило в дебри софистики, вследствие чего его поучения принесли мало осязательных результатов, хотя и доставили ему славу знаменитого писателя и оратора. Его открытая полемика с Римом, смелая защита русинов и православия от поползновения католической церкви создали ему почетное место в среде борцов за веру, не зараженных фанатизмом. Как оратора некоторые современники сравнивали Ореховского с Цицероном, другие с Демосфеном и Периклом. Греческий язык Ореховский знал в совершенстве, латинским владел мастерски, знал прекрасно «просту мову» и иностранные языки.
Ореховский оставил множество сочинений риторического, полемического, философского и исторического характера, рассеянных по многим библиотекам Европы. Наибольшее количество рукописей Ореховского находится в университетских библиотеках Кракова и Львова. Из напечатанных трудов многие потеряны, многие составляют библиографическую редкость. Подробный перечень трудов Ореховского можно найти в каталогах Краковской Академии и в статье об Ореховском в «Всеобщей Энциклопедии» Оргельбрандта. Наиболее подробная биография Ореховского написана Максимилианом Оссолинским и издана в Кракове в двух томах.

## Мировоззрение
С. Ореховский-Роксолан стал ярким примером человека, на чьей жизни и творчестве отразилось всё сплетение политических и культурных факторов, влиявших на историю украинских земель в составе Польши XVI в., ставших своеобразным мостом между католическим и православным миром, а также — пограничьем христианской и мусульманской цивилизаций. Видный идеолог концепции «золотых шляхетских вольностей» и идеи единого «европейского дома» в противовес османам, С. Ореховский в своих трудах являлся ещё и выразителем двойного политического сознания украинской («русинской») шляхты.
Почти во всех произведениях Станислава Ореховского хорошо прослеживается его политическая и этнокультурная самоидентификация. Начнём с того, что, подписывая свои произведения, около своей фамилии он ставил слова «Роксолан» или «Рутенец» («русин»), поэтому и известен в истории как Ориховский-Роксолан (Orzehovius Roxolanus). Открыто идентифицировал он себя как «русина» в большинстве своих произведений. Так, в одном из них — политическом трактате «Образцовый подданный» — Ориховский заявляет: «Я русин, горжусь этим, охотно об этом повсеместно говорю». Свой родной Перемышль Ориховский неоднократно называет «руським». В письме к П. Рамузио он пишет: «Перемышль, довольно показное место в Руси». Русь он называет «своей родиной», вообще для произведений Ориховского характерна оппозиция «мы — они». К первым он относит собственно Русь и Польшу (хотя последнюю и не всегда), ко вторым — Московию, Венгрию и др. зарубежные страны.
Однако с «русинской» идентификацией в произведениях С. Ориховского органично переплетается и тождественность с Польским государством, его религией и культурой. В письме к П. Гомрату Ориховский пишет: «Я человек рутенского рода, родился и воспитан был в римском обряде». Идентификация с Польским государством хорошо прослеживается в письме к итальянскому гуманисту П. Рамузио, где С. Ориховский отмечает, что студентов из земель Руси в западноевропейских университетах называют поляками, так как Русь «является провинцией, входящей в состав Польши». Не чужой для Ориховский является и польская идея сарматизма, сарматом он считает и себя: «я тоже Сармат, потому что Украина, которая является моей родиной, лежит в европейской части Сарматии».
Своей родиной Ореховский считал Русь (к востоку от Карпат и Днестра), где говорят «слов’янской мовой». Он описывает расслоение народа, где шляхта имеет латинский обряд, а народ греческий. Женщин Руси Ореховский называет русинками. При этом он утверждал, что к XVI веку Русь являлась провинцией Польши.
К существу социальной философии Ореховского относится оппозиция gente/natione. Gente — это род-племя, указывающее на происхождение. Natione — это уже подданство, законы и обычаи. Посему он заявляет: «gente Ruthenus natione Polonus» («по роду русин, а по национальности поляк» или «поляк русинского происхождения»), что как нельзя лучше свидетельствует о дуализме политического сознания шляхты в составе Польского королевства Почему политического? С. Ореховский, безусловно, хорошо видел влияния этнического, религиозного и др. аспектов на жизнь общества. Однако наций в современном понимании этого понятия ещё не сложилось, поэтому под «народом» в то время скорее надо понимать «шляхетский народ» / «шляхетскую нацию». Знать не объединяла себя ещё с представителями других социальных слоёв в одну национальную общность. Так, под названием образованного в XVI в. государства Речь Посполитая Обоих Народов нужно понимать союз «шляхетских народов» Польши и ВКЛ, объединённых «общим делом» (res publika — Rzeczpospolita). В этом свете «gente Rutenus natione Polonus» можно понимать также и как «русинское племя польского государства». Украинская шляхта, помня о своём «русинском» происхождении, осознавала и свою принадлежность к польской политической нации.

## Уния с Литвой
В связи с Ливонской войной, насущным вопросом была Уния между Великим Княжеством Литовским и Королевством Польским. В 1564 году Ореховский написал сочинение полемической направленности «Пирамида», которое получило распространение на Сейме 1564 г. В сочинении рассматривались вопросы про соединение Княжества и Короны, Станислав Ореховский высказал собственный взгляд на решение этой непростой задачи. Автор «Пирамиды» отстаивал тезис о том, что Великое Княжество Литовское должно полностью войти в состав Польши. Он разработал провокационный тезис «свободного королевства и несвободного княжества», в основу которого легло реальное состояние гражданского общества двух государств. В Польском Королевстве существовала гражданское равноправие всех жителей, которые юридически являлись народом, таким образом принадлежали к дворянскому сословию и имели право активного участия в общественной жизни. В Великом Княжестве такое равноправие отсутствовало. Согласно убеждению С. Ореховского, «все княжества — противная вещь, они не соответствуют человеческой природе и проклятые Богом», так как там господствуют неволя, деспотия и самоуправство хозяев, которые могут наказать, растлить и даже уничтожить своих подданных ради всяческих капризов и не понести за это никакого наказания. Жители княжеств, согласно словам С.Ореховского, — нищие; они живут в вечной бедности, нужде, находясь в полной зависимости от хозяев. И только в Королевстве человек получает настоящую свободу и счастье. «Тот, кто не живет в королевстве — не принадлежит к свободным людям. Он не дворянин, он не имеет никаких прав и вечно живет в несчастье и нищете… Каждый человек в княжестве — это только тень человека, а не настоящий человек». Ни один литвин, подчеркивал С. Ореховский, не является свободным, каждый от кого-то зависит, а господствует над всеми великий князь, который от рождения хозяин над всеми. Поэтому «когда видим людей из Великого Княжества Литовского — видим невольников». Никто из уроженцев Княжества, даже знатных и богатых, не может сравниться по своим правам со свободными поляками.
Станислав Ореховский в своем сочинении всегда приводил примеры из истории Королевства Польского и Великого Княжества Литовского. Эти примеры должны были подтвердить его теорию и, главное, склонить литвинов к безусловному вхождению в состав Польши. Автор «Пирамиды» употребил все свое литературное мастерство, чтобы убедить литвинов, что для них уния с Короной на любых условиях — единственное средство спасения и выхода из гражданской неволи. «А захочет Литва из той прирожденной неволи выйти, пусть тщательно бдит о союзе с Польским Королевством, настойчиво просит про это великого князя, своего наследного господина, и польского короля».
Ореховский высказался и о механизме включения Великого Княжества Литовского в состав Польши. По его мнению, великий князь, как полноценный господин государства, должен свой волей, без всякого обсуждения с народом, присоединить Княжество к Польскому Королевству, «чтобы Литва обрела свободу и стала с Польшей единым телом, единым сердцем, единой душой». При этом он считал недопустимым сохранение в Княжестве прежних порядков, в первую очередь отдельных государственных институтов и отдельного законодательства. «Хорошо сочетаются ветер с водой, так оба влажные, — писал С. Ореховский. — Однако никак не сочетаются вода с огнем, так как ничего не имеют общего: вода — влажная и мокрая, огонь — сухой и теплый. Поэтому и не могут быть вместе. По этой причине и несвободная Литва не может быть соединена со свободной Польшей, когда не будет иметь одинаковой с ей формой правления».
В полемическом сочинении «Разговор поляка с литвином» (1564), авторство которого исследователями приписывается Андрею Волану и Августину Ротундусу, были высказаны совершенно противоположные взгляды на Унию.

## Основные произведения С. Ореховского
- «Pro Ecclesia Christi ad Samuelem Maciejovium» (Краков, 1546);
- «Quincunx, to jest wzór Korony Polskiej na cynku wystawiony, przez Stanisława Orzechowskiego Okszyca z przemyskiej ziemi, i za kolędę posłom koronnym do Warszawy na nowe lato roku pańskiego 1564 posłany.» (1564)[9], название которого переводится «Пирамида».
- "Fidei Catholicae Confessio Petricoviae in Synodo pure simpliciter atque sine cnoditione edita А. 1552 die XVI Februarii а. d. 1551 in Synodo Varsaviensi confirmata et in lucem data (Краков, 1561 и Кёльн, 1563), вместе с ним помещено «Pro dignitate sacerdotali»;
- «Listy Stanisława Oizechowskiego w ktòrych który jest prawdsiwy kóscioł od Chrystusa i od Aposlołòw posta nowiony dostatecznie i mądrze przeciwko nowym Ewangielikom dowodzi», 1561;
- «Chimera sive de Stancari funesta Regno Poloniae secta» (Краков, 1562 и Кёльн 1563)
- «Conclusiones in Haereticos pro salute patriae»; «Baptismus Ruthenorum, Bulla de non rebaptisandis Ruthenis» (Краков 1544);
- «De lege coelibatus contra Syricium in concilio habita oratio»; «Ad Julium III Pont. Max. Supplicatio de approbando matrimonio а se inito»; 1551;
- "Odpowiedz rycerstwa ruskiego na sejmiku powiatowym wiszenskim na poselstwo J. Kròl. Mci uczyniona (r. 1566);
- «De ordinanda republica»;
- «Repudium Romae»,
- «De obscuro regis matrimonio»,
- «Żywot i śmierć Jana Tarnowskiego».